# نویپترسهاین
نویپترسهاین (به آلمانی: Neupetershain) یک شهر در آلمان است که در اوبرشپریوالد-لاوزیتس واقع شده‌است. نویپترسهاین ۱٬۵۵۳ نفر جمعیت دارد.